# میوکامایسین
میوکامایسین(به انگلیسی: Miocamycin) یک آنتی‌بیوتیک ماکرولیدی است که به صورت خوراکی تجویز می‌شود.